# Theo Reinhardt
Theo Reinhardt (ur. 17 września 1990 w Berlinie) – niemiecki kolarz torowy i szosowy, czterokrotny medalista torowych mistrzostw świata i wicemistrz Europy.

## Kariera
Pierwsze sukcesy w karierze Theo Reinhardt osiągnął w 2008 roku, kiedy zdobył brązowe medale w indywidualnym i drużynowym wyścigu na dochodzenie podczas torowych mistrzostw Europy juniorów. Na rozgrywanych dwa lata później mistrzostwach Europy U-23 zdobył srebrny medal w drużynie. W tej samej konkurencji razem z kolegami z reprezentacji drugie miejsce zajął także podczas torowych mistrzostw Europy w Poniewieżu w 2012 roku. Rok później, na torowych mistrzostwach świata w Mińsku razem z Henningiem Bommelem zdobył brązowy medal w madisonie. Startuje także w wyścigach szosowych, ale bez większych sukcesów. Nie brał udziału w igrzyskach olimpijskich.